# Big River (Mitta Mitta River)
Der Big River ist ein Fluss im Osten des australischen Bundesstaates Victoria und ein Quellfluss des Mitta Mitta River.
Er entspringt an den Westhängen des Mount Nelse North im Alpine-Nationalpark, fließt wenige Kilometer nach Nordwesten, biegt dann nach Osten ab und nach einigen weiteren Kilometern nach Südosten. Bei Anglers Rest vereinigt er sich mit dem Cobungra River und bildet so den Mitta Mitta River.